# اچ‌نوام‌اس کیل
اچ‌نوام‌اس کیل (به انگلیسی: HNoMS Kjell) یک کشتی است که طول آن ۴۱٫۱ متر (۱۳۴٫۸۴ فوت) می‌باشد. این کشتی در سال ۱۹۱۲ ساخته شد.